# Sécurité inhérente
Ne doit pas être confondu avec la sécurité intrinsèque, une technologie particulière pour les équipements électroniques fonctionnant dans des atmosphères potentiellement inflammables.
Dans l'industrie de transformation, ainsi que dans l'industries chimiques, un procédé a une sécurité inhérente s'il présente un faible niveau de danger même si les choses tournent mal. La sécurité inhérente contraste avec d'autres procédés pour lesquels un niveau élevé de danger est contrôlé par des systèmes de protection. Puisqu'il est impossible d'atteindre une sécurité parfaite, la pratique courante consiste à parler de concept plus sûr de façon inhérente. « Un concept plus sûr de façon inhérente est un concept qui évite les dangers au lieu de les contrôler, en particulier en réduisant la quantité de matières dangereuses et le nombre d'opérations dangereuses dans une usine. »

## Origines
Le concept qui repose sur la minimisation des dangers plutôt que sur leur contrôle a été proposé pour la première fois par l'ingénieur chimiste britannique Trevor Kletz dans un article de 1978 intitulé « What You Don't Have, Can't Leak » (« Ce que vous n'avez pas, ne peut pas fuir ») à la suite des leçons qu'il avait tirées de la catastrophe de Flixborough. Le nom de « sécurité inhérente » a été utilisé pour la première fois dans un livre qui était une version plus développée de cet article. Une version de 1991, fortement revue et rebaptisée, mentionnait les techniques qui sont habituellement référencées dans la littérature. (Kletz avait utilisé à l'origine le terme intrinsèquement sûr en 1978, mais comme le terme avait déjà été utilisé pour le cas particulier des équipements électroniques dans des atmosphères potentiellement inflammables, seul le terme inhérent a été adopté. La sécurité intrinsèque peut être considérée comme un sous-ensemble spécial de la sécurité inhérente.) En 2010, l'American Institute of Chemical Engineers publiait sa propre définition de l'IST (Inherently Safer Technologies en anglais).

## Principes
La terminologie relative à la sécurité inhérente s'est développée depuis 1991, avec un vocabulaire légèrement différent, tout en conservant les intentions de Kletz. Les quatre principales méthodes pour parvenir à un concept plus sûr de façon inhérente sont :
- Minimiser[7] : Réduire la quantité de matières dangereuses présentes à tout moment, par exemple en utilisant des lots plus petits.
- Substituer : Remplacer un matériau par un autre moins dangereux. Par exemple nettoyer avec de l'eau et un détergent plutôt qu'un solvant inflammable.
- Modérer[8] : Réduire la force d'un effet. Par exemple avoir un liquide froid au lieu d'un gaz à haute pression, ou utiliser un matériau sous une forme diluée plutôt que concentrée.
- Simplifier : Éliminer les problèmes dès la conception plutôt que d'ajouter des équipements ou des fonctionnalités supplémentaires pour les résoudre. Ne proposer des options et n'utiliser des procédures complexes que si elles sont vraiment nécessaires.

Deux autres principes sont utilisés par certains :
- Tolérance aux erreurs : L'équipement et les processus peuvent être conçus pour être capables de résister à d'éventuels défauts ou écarts par rapport au concept. Un exemple très simple est de rendre la tuyauterie et les joints capables de résister à la pression maximale possible, lorsque les sorties sont fermées.
- Limiter les effets dès la conception, ou par des choix judicieux d'emplacement ou de transport des équipements, afin que la pire condition possible produise moins de danger. Par exemple la gravité amènera une fuite vers un endroit sûr, ou encore l'utilisation d'enceintes de rétention.

Pour ce qui est de rendre les usines plus conviviales, Kletz avait ajouté ce qui suit :
- Éviter les effets d'entraînement ;
- Rendre impossible un montage incorrect ;
- Clarifier le statut ;
- Faciliter les contrôles ;
- Logiciels et procédures de gestion.

La possibilité d'adopter un concept plus sûr de façon inhérente est idéale au stade de la recherche et de la conception initiale ; si des modifications sont apportées au cours des étapes de conception ultérieures, une telle opportunité diminue et le coût du projet augmente. Une fois que la conception initiale est terminée, les autres stratégies de sécurité doivent être appliquées en plus du concept plus sûr de façon inhérente. Cependant, dans ce cas, le coût du projet augmente considérablement pour obtenir le même niveau de risque et la même fiabilité par rapport au cas où la sécurité inhérente est adoptée au stade de la conception initiale.

## Statut officiel
La sécurité inhérente a été reconnue par un certain nombre d'autorités nationales comme étant un principe souhaitable. C'est notamment le cas de la Commission de réglementation nucléaire aux États-Unis et de la branche santé de l'inspection du travail du Royaume-Uni (le Health and Safety Executive, ou HSE). Lors de l'évaluation des sites COMAH (Control of Major Accident Hazards Regulations), le HSE avait déclaré que « les risques d'accidents majeurs devaient être évités ou réduits à la source grâce à l'application des principes de sécurité inhérente ». La Commission européenne, dans son document d'orientation sur la directive Seveso II, stipule que « les dangers doivent être évités ou réduits autant que possible à la source grâce à l'application de pratiques de sécurité inhérente. » En Californie, le Comté de Contra Costa exige que les usines chimiques et les raffineries de pétrole mettent en œuvre des examens de sécurité inhérents et qu'elles apportent des modifications en fonction des résultats obtenus. Après une explosion d'isocyanate de méthyle en 2008 à l'usine de production de produits chimiques Bayer CropScience à Institute, en Virginie-Occidentale, le Chemical Safety Board des États-Unis a commissionné une étude à la National Academy of Sciences (NAS) concernant la façon d'appliquer le concept de « sécurité inhérente ». Les résultats ont été publiés en 2012 dans un rapport et dans une vidéo.
En 1985, à la suite de la catastrophe de Bhopal de 1984, l'État américain du New Jersey adoptait la loi sur la prévention des catastrophes toxiques (en anglais : Toxic Catastrophe Prevention Act, ou TCPA). En 2003, les règles étaient révisées pour inclure des technologies plus sûres de façon inhérente (IST, de l'anglais Inherently Safer Technologies). En 2005, le groupe de travail sur la préparation à la sécurité intérieure du New Jersey mettait en place un nouveau programme de « normes pour des pratiques meilleures », dans lequel il exigeait que les installations chimiques procèdent à des examens de l'implémentation des IST. En 2008, le programme TCPA a été élargi pour obliger toutes les installations TCPA à effectuer des examens IST sur les nouveaux processus aussi bien que sur les processus existants. L'État du New Jersey a créé sa propre définition de l'IST à des fins réglementaires et l'a élargi pour y inclure des contrôles passifs, actifs et procéduraux.
En vertu du décret exécutif 13650, l'Agence américaine de protection de l'environnement (en anglais : Environmental Protection Agency, ou EPA) a examiné une proposition visant à « nationaliser » le programme d'IST du New Jersey, invitant les commentaires jusqu'à octobre 2014. L'American Chemistry Council énumère les inconvénients.

## Quantification
L'indice Dow des incendies et des explosions (Dow F & E, de l'anglais Dow Fire and Explosion) est essentiellement une mesure du danger inhérent et est la quantification la plus largement utilisée en matière de sécurité inhérente. Un indice plus spécifique des concepts sûrs de façon inhérente a été proposé par Heikkilä, et des variantes de celui-ci ont été publiées,,. Cependant, tous ces éléments sont beaucoup plus complexes que l'indice Dow F & E.